# Titus Popovici
Titus Popovici (ur. 16 maja 1930 w Oradei, zm. 29 listopada 1994 w Bukareszcie) – rumuński pisarz.

## Życiorys
Ukończył studia na Wydziale Filologicznym Uniwersytetu w Bukareszcie. Zadebiutował w 1955 powieścią Străinul (Obcy). Pisał powieści o problematyce społecznej, nowele i scenariusze filmowe. Współpracował z reżyserem Sergiu Nicolaescu. Był autorem scenariuszy do 34 filmów, m.in. Moara cu noro (1956; na podstawie powieści Ioana Slavici), Pădurea spânzuraților (1964; na podstawie powieści Liviu Rebreanu), Kolumna Trajana (1968) i Waleczni przeciw rzymskim legionom (1967). Działał w Rumuńskiej Partii Komunistycznej, wchodził w skład jej KC.